# Kamil
Kamil – imię męskie, pochodzące od rzymskiego imienia i cognomenu Camillus (słowo to jest tłumaczone z łaciny jako „pomocnik kapłana” bądź „zrodzony z wolnych rodziców”, „szlachetny chłopiec”).
Kamil imieniny obchodzi: 14 lipca (dawniej 18 lipca – data ta stanowiła wspomnienie św. Kamila de Lellis, później przesuniętego na 14 lipca) i 15 września, 25 września.
Żeńskim odpowiednikiem imienia Kamil jest Kamila.

## Statystyka
Wśród imion nadawanych nowo narodzonym dzieciom, Kamil w 2024 r. zajmował 64. miejsce w grupie imion męskich (413 nadań). W całej populacji Polaków Kamil zajmował w 2025 r. 23. miejsce (nosiło je 251 205 mężczyzn).

## Osoby o imieniu Kamil

### Święci i błogosławieni Kościoła katolickiego
- św. Kamil de Lellis – włoski duchowny, założyciel zakonu kamilianów (wspomnienie dawniej 18 lipca, obecnie 14 lipca)
- bł. Kamil Constanzi – włoski jezuita, misjonarz (wspomnienie 15 września)
- bł. Kamil Costa de Beauregard – francuski duchowny (wspomnienie 25 marca)

### Inne osoby
- Marek Furiusz Kamil – wódz z wczesnego okresu starożytnej republiki rzymskiej
- Kamil Bednarek – polski muzyk i wokalista reggae
- Kamil Barański (ujednoznacznienie)
- Kamil Bijowski – polski lekkoatleta
- Camille Bombois (1883–1970) – francuski malarz prymitywista
- Camillo Borghese (papież Paweł V) – włoski duchowny katolicki
- Kamil Chanas – polski koszykarz
- Kamil Čontofalský – słowacki piłkarz
- Kamil de Pourbaix – polski działacz społeczny na Wołyniu, ziemianin
- Kamil Durczok – dziennikarz, prezenter telewizyjny
- Kamil Drygas – polski piłkarz
- Kamil Dębski – polski siatkarz
- Kamil Glik – polski piłkarz
- Kamil Grosicki – polski piłkarz
- Kamil Kalka – polski lekkoatleta, chodziarz
- Kamil Kopúnek – słowacki piłkarz
- Kamil Kosowski – polski hokeista
- Kamil Kosowski – polski piłkarz
- Kamil Kozłowski – polski judoka
- Kamil de Lellis – założyciel zakonu kamilianów, święty Kościoła katolickiego
- Kamil Łanka –  polski raper oraz producent muzyczny.
- Kamil Mackiewicz – rysownik
- Kamil Maćkowiak – polski aktor
- Kamil Mitoń – polski szachista
- Kamil Oniszczuk – polski zawodnik MMA
- Camillo Perini – włoski pilot, pułkownik Wojska Polskiego
- Camille Pissarro – malarz
- Camille Pleyel – pianista wirtuoz
- Camillo Ruini – kardynał, wikariusz generalny dla miasta Rzymu
- Camille Saint-Saëns – francuski muzyk
- Kamil Stoch – polski skoczek narciarski
- Kamil Sułek – polski judoka
- Kamil Szeptycki – polski aktor
- Kamil Zeman – czeski pisarz, publicysta, dziennikarz i tłumacz prozy niemieckiej.
- Krzysztof Kamil Baczyński – polski poeta
- Cyprian Kamil Norwid – polski poeta
- Jerzy Kamil Weintraub – polski poeta
- Kamil Wójciak – polski koszykarz
- Kamil Jóźwiak – polski piłkarz

## Nazwisko
- Mustafa Kamil – egipski polityk
- Abdallah Mohamed Kamil – dżibutyjski polityk
- Al-Kamil  – sułtan z dynastii Ajjubidów
- Husajn Kamil – sułtan Egiptu i Sudanu

## Postacie fikcyjne
- Kamil de Berier – postać z książki Kornela Makuszyńskiego „Szatan z siódmej klasy”.